# Hemelytroblatta gestroiana
Hemelytroblatta gestroiana är en kackerlacksart som först beskrevs av Henri Saussure 1895.  Hemelytroblatta gestroiana ingår i släktet Hemelytroblatta och familjen Polyphagidae. Inga underarter finns listade i Catalogue of Life.